# Coves d'Alvados
Les coves d'Alvados (descobertes el 1964) i les coves de Santo António (descobertes al 1955) situades a Alvados, al municipi de Porto de Mós, malgrat haver sorgit l'una tan a prop de l'altra en ple Parc Natural de Serra d'Aire i Candeeiros i d'integrar el Massís Calcari d'Estremadura del Sistema Montejunto-Estrela, són de fet prou diferents entre si i tenen característiques molt particulars.
Amb més de 50.000 anys, les coves d'Alvados destaquen pels corredors que s'obrin inesperadament en petites sales desnivellades i llacs naturals, a banda d'innombrables túnels.
Les coves de Santo António contenen una sala monumental recorreguda per petits cursos d'aigua i llacs naturals, amb temperatures entre els 16°C i 18 °C, i plenes d'estalactites i estalagmites.